# Dürerstraße 2, Jordanstraße 15

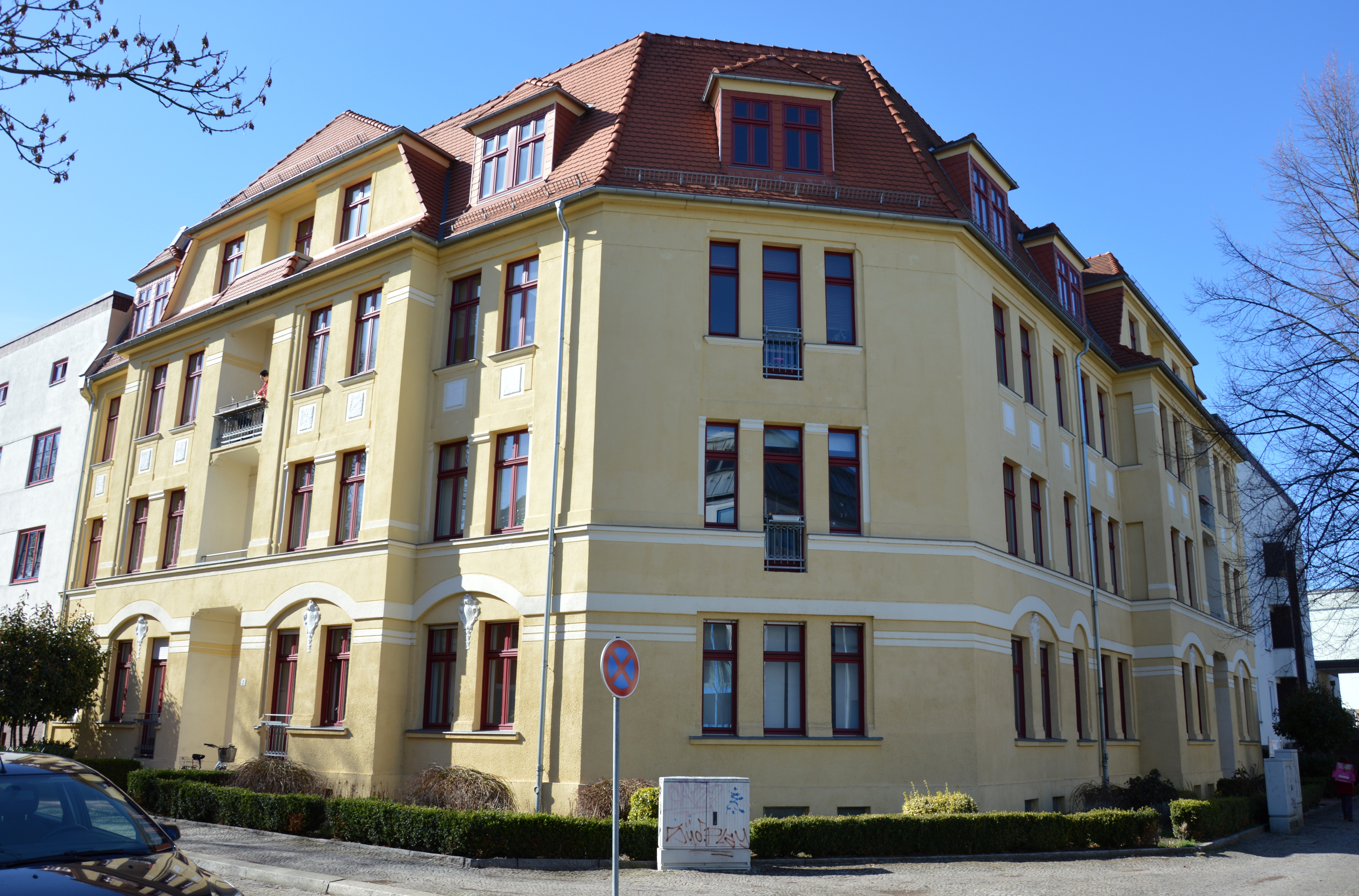
Dürerstraße 2, Jordanstraße 15

Dürerstraße 2, Jordanstraße 15 ist ein denkmalgeschütztes Wohnhaus im Magdeburger Stadtteil Sudenburg in Sachsen-Anhalt.

## Lage
Es befindet sich in der Siedlung Schneidersgarten in einer markanten Ecklage nördlich der Dürerstraße an der Einmündung auf die östlich gelegene Jordanstraße.

## Architektur und Geschichte
Der dreigeschossige verputzte Bau entstand ab 1914 durch Maurermeister Otto Lindau im späten Jugendstil unter Verwendung von Formen des Neoklassizismus und der Reformarchitektur. Bedingt durch die Auswirkungen des Ersten Weltkriegs mussten die Bauarbeiten jedoch unterbrochen werden, so dass die Fertigstellung erst 1919 erfolgte.
Die Ecksituation wird durch eine polygonale Anordnung des Gebäudegrundrisses aufgenommen. Beide Straßenfronten verfügen über breit ausgeführte mit Loggien und Zwerchhäusern versehene Seitenrisalite. Auch die Hauseingänge sind zu beiden Straßen hin angeordnet. Die Verzierungen sind nur sparsam eingesetzt, insbesondere bestehen Blendbögen. Das Gebäude ist Teil einer Blockrandbebauung, die im Übrigen aus Gebäuden des Neuen Bauens besteht.
Im örtlichen Denkmalverzeichnis ist das Wohnhaus unter der Erfassungsnummer 094 81958 als Baudenkmal verzeichnet.